# Alexa Feser

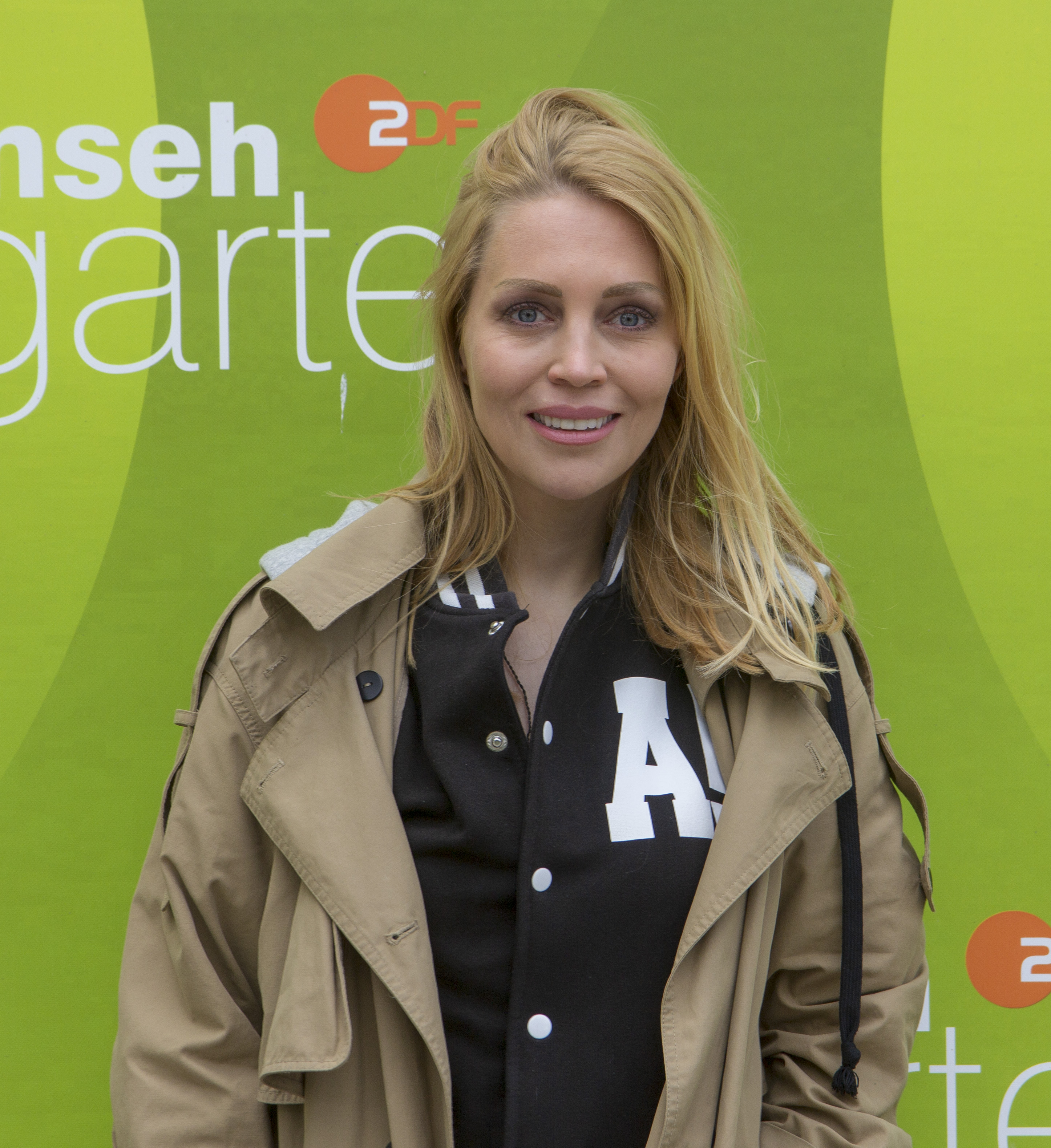
Alexa Feser (2019)

Alexa Feser (* 30. Dezember 1979 in Wiesbaden), früher auch bekannt als Alexa Phazer, ist eine deutsche Sängerin und Songwriterin.

## Musikalische Karriere

### 2002–2013: Karrierebeginn undIch gegen mich

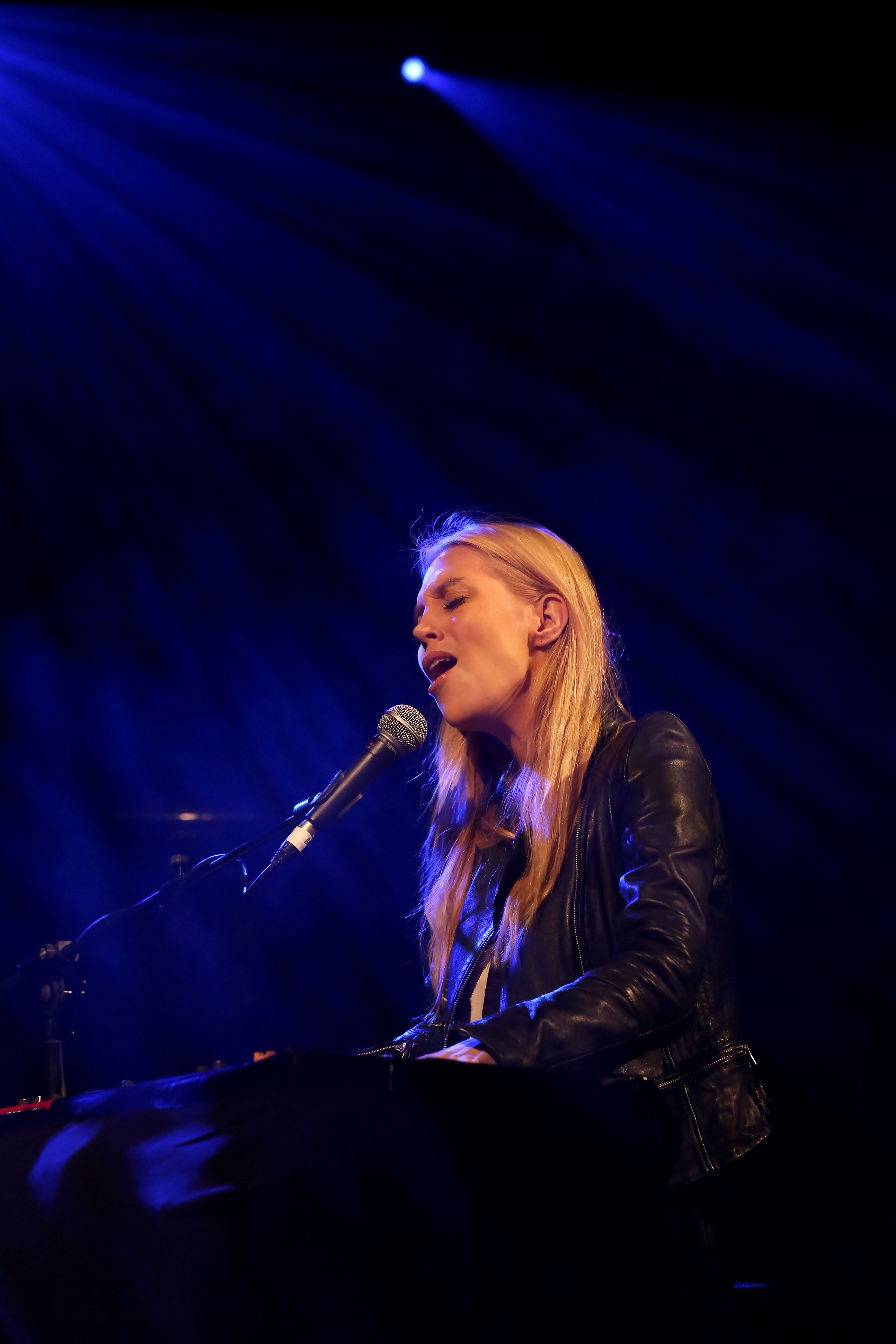
Alexa Feser bei Waves Vienna (2014)

Von 2002 an arbeitete Feser als Studiosängerin für die No Angels, Juliette Schoppmann, Joana Zimmer, Thomas Anders, Ricky Martin, Mike Leon Grosch. Im Duett mit Montell Jordan trat sie bei Konzertveranstaltungen wie der Reihe Cover me auf. Eine Zeit lang arbeitete sie als DJ. Unter dem Pseudonym Alexa Phazer nahm sie zusammen mit Steve van Velvet, der bereits mit Falco zusammenarbeitete, das Album Ich gegen mich auf, das am 8. August 2008 unter dem Label Seven Days Music erschien. Zuvor wurden die beiden Singles Ich heirate mich selbst und Hypnotisiert veröffentlicht.

### 2014–2015:Gold von morgenund Teilnahme beiUnser Song für Österreich

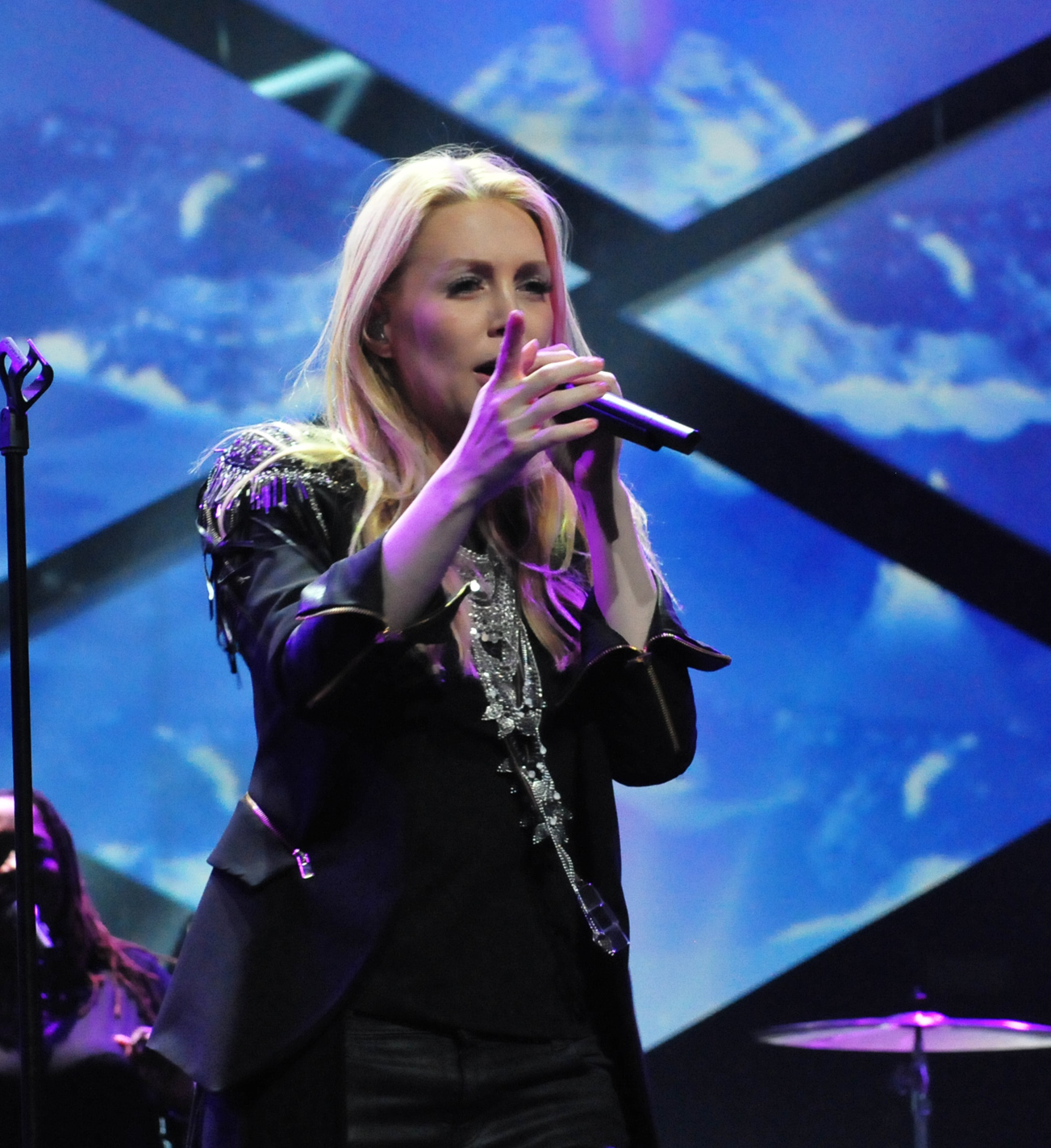
Feser bei Unser Song für Österreich (2015)

Unter ihrem bürgerlichen Namen erschien am 12. September 2014 der Song Wir sind hier als erste Singleauskopplung aus ihrem ersten Major-Label-Album Gold von morgen, das am 26. September des gleichen Jahres über das Label Warner Music erschien. Anders als das unter dem Namen Alexa Phazer veröffentlichte Album platzierte es sich in den deutschen Albumcharts bis auf Rang 19 und blieb insgesamt 16 Wochen in den Charts.
Von Februar bis März 2015 war Feser auf ihrer ersten eigenen Tour unterwegs. Am 5. März 2015 nahm sie mit den Liedern Glück und Das Gold von morgen an dem deutschen Vorentscheid zum Eurovision Song Contest 2015, Unser Song für Österreich, teil. Sie schaffte es bis in die zweite Runde, jedoch wurde sie nach dieser von den Zuschauern nicht mehr weitergewählt. Bereits im Vorfeld wurde der Song Glück am 20. Februar 2015 als zweite Single aus dem Album veröffentlicht. Dieser schaffte es nach dem Auftritt beim Vorentscheid auf Rang 63 in den deutschen Singlecharts und verblieb dort zwei Wochen. Ebenfalls im Februar 2015 wurde sie in der Kategorie Künstlerin Rock/Pop national für den deutschen Musikpreis Echo nominiert.
Als dritte und letzte Single aus dem Album erschien am 4. September 2015 der Song Mehr als ein Lied. Am selben Tag wurde eine Deluxe-Version von Gold von morgen veröffentlicht, die einen kompletten Livemitschnitt eines ihrer Konzerte in Berlin enthält.

### 2016–2017:Zwischen den Sekunden
Am 30. September 2016 wurde der Song Medizin als erste Singleauskopplung aus ihrem zweiten Studioalbum Zwischen den Sekunden veröffentlicht. Im Dezember 2016 erfolgte zudem die Veröffentlichung einer Akustik-Version von dem Lied Mensch unter Menschen. Als zweite Single aus dem Album wurde am 3. Februar 2017 der Song Wunderfinder veröffentlicht, welchen sie zusammen mit dem Rapper Curse aufgenommen hat. Wunderfinder erreichte in den österreichischen Singlecharts den Platz 62. Das dazugehörige Musikvideo wurde auf YouTube bisher über vier Millionen Mal aufgerufen, was den Song zu einem von Fesers bekanntesten Stücken macht.
Die Veröffentlichung ihres zweiten Studioalbums erfolgte am 21. April 2017 über das Label Warner Music, wie bereits das vorherige Album. Es stieg in den deutschen Albumcharts auf Platz drei ein und war zeitweise auf Platz 1 der iTunes-Charts. Auch in Österreich und in der Schweiz konnte das Album eine Platzierung in den jeweiligen Albumcharts einfahren. In Deutschland blieb das Album sechs Wochen in den Charts. Ebenfalls im April 2017 erschien das Songbook Goldene Sekunden, welches Noten für Klavier, Gesang und Gitarre von 16 verschiedenen Liedern Fesers enthält. Der Fernsehsender MDR zeigte am 28. April 2017 erstmals die Alexa-Feser-Dokumentation Die Wunderfinderin von Falko Korth. Im Mai startete ihre Zwischen den Sekunden Tour 2017. Am 23. Juni 2017 wurde der Song Leben als dritte und letzte Singleauskopplung veröffentlicht. Ein dazugehöriges Musikvideo wurde im August veröffentlicht.
Das Kompilationsalbum Zwischen den Sekunden – Am Piano wurde am 3. November 2017 veröffentlicht. Es enthält zehn Akustik Versionen einzelner Lieder von dem Album Zwischen den Sekunden. Um dieses Album zu promoten absolvierte sie eine Akustik-Session bei dem Musiksender Deluxe Music.

### 2018–2019:A!
Bereits im Juli 2017 begann Feser mit dem Schreiben und Komponieren neuer Lieder für ihr nächstes Album. Für diesen Prozess hat sie ihren Wohnort innerhalb Berlins gewechselt, um so auf neue Ideen zu kommen. Am 11. Oktober 2018 wurde mit Gold reden die erste Single aus ihrem dritten Studioalbum A! veröffentlicht, welches am 10. Mai 2019 erschienen ist. Als zweite Single wurde der Song 1A am 1. März 2019 veröffentlicht. Das Musikvideo, welches im Dezember 2018 in Japan gedreht wurde, zeigt neben Feser auch die Detektiv-Conan-Figur Tōru Amuro. Ebenfalls erschienen zu den bereits vorab erschienenen Liedern Mut und Atari T-Shirt jeweils ein Musikvideo, welche Feser auch in Japan aufgenommen hat. Am 23. April 2019 begann die A! Tour mit einem Konzert in Köln. Bei dieser Tour stellte sie die Lieder des neuen Albums vor der eigentlichen Veröffentlichung vor. Am 18. Mai 2019 erfolgte ein Auftritt auf der Grand-Prix-Party in Hamburg. Als dritte Single aus dem Album erschien am 20. September 2019 der Song Mut. Das Musikvideo zu dem Song wurde bereits im Januar desselben Jahres veröffentlicht.

### Seit 2020:Liebe 404
Am 6. März 2020 erschien der Song Nie sie von Disarstar auf welchem Feser gefeatured ist. Aufgrund der COVID-19-Pandemie in Deutschland musste der dritte Teil ihrer A! Tour im Mai 2020 abgesagt werden. Auf dem Song Best of Us vom Musikprojekt WIER steuerte sie einen Gesangsteil bei. Der Song erreichte Rang 78 in den deutschen Singlecharts und wurde Fesers zweiter Song, welcher diese erreichte.
Der Song Optimist erschien am 26. Juni 2020 als Single. Dafür hat sie den Song Egoist von Falco zusammen mit Steve van Velvet, welcher schon beim Original mitgewirkt hat, komplett umgeschrieben und neu arrangiert. Am selben Tag wurde dazu ein Lyrik-Video auf YouTube veröffentlicht. Optimist ist Fesers erste Publikation bei dem Label Sony Music, dessen zugehöriges Musikvideo im Juli 2020 erschien. Im selben Monat hatte sie einen Auftritt im ZDF-Fernsehgarten. Am 20. November 2020 erschien mit Minibar eine neue Single sowie ein dazugehöriges Lyrik-Video.
Das Jahr 2021 begann mit dem Song Der stärkste Mann des Rappers Kool Savas, auf dem Feser zu hören ist. Am 16. Juli 2021 erschien die Single Einen, woraufhin im September des gleichen Jahres die Single Fluchtwagen, ebenfalls in Zusammenarbeit mit Kool Savas, veröffentlicht wurde. Der Song konnte sich auf Rang 95 in den deutschen Singlecharts platzieren. Am 29. Oktober 2021 wurde die Single Air Max veröffentlicht. Das Album Liebe 404 wurde im selben Monat angekündigt und erschien am 4. Februar 2022. Im gleichen Jahr wollte Feser nach über zwei Jahren wieder auf Tour gehen, jedoch wurde diese ins Frühjahr 2023 verschoben. Der Titelsong des Albums erschien am 3. Dezember 2021 in Zusammenarbeit mit dem Rapper Sero. Zur Veröffentlichung des Albums wurde ebenfalls der Song Schiebedach, welchen Feser mit der österreichischen Sängerin Esther Graf aufnahm, als Single veröffentlicht. Später erschienen noch die Singles Memo und Aufstehmensch.
Im Mai 2022 erschien der Song 8MilliardenHaus, welchen Feser zusammen mit DopeClass aufgenommen hat. Am 18. November 2022 erschien mit Highscore eine neue Single. Das Musikvideo wurde am selben Tag auf Youtube veröffentlicht. Am 24. Februar 2023 erschien die Single Checkbox, in welcher sich Feser mit Depressionen befasst. Die Single Lana Del Rey erschien am 23. Juni 2023 und ist nach der gleichnamigen US-amerikanischen Sängerin Lana Del Rey benannt.

## Diskografie
Studioalben

| Jahr             | Titel Musiklabel                           | Höchstplatzierung, Gesamtwochen, AuszeichnungChartplatzierungen (Jahr, Titel, Musiklabel, Platzierungen, Wochen, Auszeichnungen, Anmerkungen) | Höchstplatzierung, Gesamtwochen, AuszeichnungChartplatzierungen (Jahr, Titel, Musiklabel, Platzierungen, Wochen, Auszeichnungen, Anmerkungen) | Höchstplatzierung, Gesamtwochen, AuszeichnungChartplatzierungen (Jahr, Titel, Musiklabel, Platzierungen, Wochen, Auszeichnungen, Anmerkungen) | Anmerkungen                              |
| Jahr             | Titel Musiklabel                           | DE | AT | CH | Anmerkungen                              |
| ---------------- | ------------------------------------------ | --- | --- | --- | ---------------------------------------- |
| als Alexa Phazer |                                            | | | |                                          |
|                  |                                            | | | |                                          |
| 2008             | Ich gegen mich Seven Days Music (Sony BMG) | — | — | — | Erstveröffentlichung: 8. August 2008     |
| als Alexa Feser  |                                            | | | |                                          |
|                  |                                            | | | |                                          |
| 2014             | Gold von morgen Warner Music (WMG)         | DE19 (16 Wo.)DE | — | — | Erstveröffentlichung: 26. September 2014 |
| 2017             | Zwischen den Sekunden Warner Music (WMG)   | DE3 (6 Wo.)DE | AT27 (1 Wo.)AT | CH34 (1 Wo.)CH | Erstveröffentlichung: 21. April 2017     |
| 2019             | A! Warner Music (WMG)                      | DE7 (5 Wo.)DE | AT74 (1 Wo.)AT | CH65 (1 Wo.)CH | Erstveröffentlichung: 10. Mai 2019       |
| 2022             | Liebe 404 Sony Music (Sony)                | DE6 (1 Wo.)DE | — | — | Erstveröffentlichung: 4. Februar 2022    |
| 2024             | Kino 1991TM (Sony)                         | DE29 (1 Wo.)DE | — | — | Erstveröffentlichung: 15. März 2024      |